# Cosworth
Cosworth je avtomobilska tovarna, ustanovljena v Londonu leta 1958, ki je specializirana za izdelavo motorjev za potrebe dirkalnikov v motošportu. Je dobavitelj motorjev v mnogih dirkaških serijah, tudi v reliju in do konca sezone 2006 tudi v Formuli 1. Cosworth ima bazo v Northamptonu, Anglija, tovarno pa ima tudi v Torrancu, Kalifornija (ZDA).
V prvenstvu Formule 1 v sezoni 2006 je Cosworth dobavljal motorje dvema moštvoma, Williamsu motorje V8 z menjalnikom in potrebno elektroniko, Scuderii Toro Rosso pa motorje V10 z omejevalnikom vrtljajev. S koncem sezone 2006 se je končalo tudi 39-letno sodelovanje Coswortha v Formuli 1. Cosworth je zapustil Formulo 1 kot drugi najuspešnejši proizvajalec motorjev v zgodovini športa, le Ferrari je zabeležil več zmag.
Po tem, ko med sezonama 2007 in 2009 ni dobavljal motorje nobenemu moštvu, se je Cosworth v sezoni 2010 vrnil v Formulo 1. Motorje je takrat dobavljal moštvu Williams in trem novim moštvom – Virgin, Lotus in HRT. Zadnje moštvo, ki je uporabljalo Cosworthove motorje je bilo Marussia, naslednik Virgina od sezone 2012. V sezoni 2013 je Cosworth motorje dobavljal le Marussii. Pred začetkom sezone 2014 je prišlo do sprememb pravil glede na motorje v Formuli 1 in so se pri Cosworthu odločili, da ne bodo razvili novih motorjev. Podjetje od takrat ni sodelovalo v Formuli 1.
Cosworth je bil nekoč pododdelek Forda, zdaj pa je v lasti Geralda Forsytheja in Kevina Kalkhovna.

## Cosworthovi motorji vFormuli 1
| Sezona | Motor                                               | Moštva | Zmage | Opombe |
| ------ | --------------------------------------------------- | --- | ----- | --- |
| 1967   | DFV V8                                              | Lotus | 4     | - Debi motorjev DFV - Lotus je bilo drugo v prvenstvu konstruktorjev |
| 1968   | DFV V8                                              | Lotus, McLaren, Matra | 11    | - Cosworthovi dirkalniki so zmagali na vseh dirkah, razen na eni - Graham Hill (Lotus) je osvojil naslov prvaka, 2. in 3. sta tudi bila tudi Cosworthova dirkača - Tri Cosworthova moštva so osvojila 1. (Lotus), 2. in 3. mesto v prvenstvu konstruktorjev |
| 1969   | DFV V8                                              | Matra, Brabham, Lotus, McLaren | 11    | - Cosworthovi dirkalniki so dosegli prav vse zmage v sezoni - Jackie Stewart (Matra) je osvojil naslov prvaka - Matra je osvojil konstruktorski naslov |
| 1970   | DFV V8                                              | Lotus, March, McLaren, Brabham, Surtees, Tyrrell, Bellasi, De Tomaso                                                                                             | 8     | - Jochen Rindt (Lotus) je posmrtno osvojil naslov prvaka |
| 1971   | DFV V8                                              | Tyrrell, March, Lotus, McLaren, Surtees, Brabham, Bellasi | 7     | - Jackie Stewart (Tyrrell) je osvojil naslov prvaka - Tyrrell je osvojil konstruktorski naslov |
| 1972   | DFV V8                                              | McLaren, Lotus, Tyrrell, Surtees, March, Brabham, Frank Williams Racing Cars, Connew                                                                             | 10    | - Emerson Fittipaldi (Lotus) je osvojil naslov prvaka - McLaren je osvojil konstruktorski naslov |
| 1973   | DFV V8                                              | Lotus, Tyrrell, McLaren, Brabham, March, Shadow, Surtees, Iso Marlboro, Ensign                                                                                   | 15    | - Cosworthovi dirkalniki so dosegli prav vse zmage v sezoni - Jackie Stewart (Tyrrell)je osvojil naslov prvaka - Lotus je osvojil konstruktorski naslov |
| 1974   | DFV V8                                              | McLaren, Tyrrell, Lotus, Brabham, Hesketh, Shadow, March, Frank Williams Racing Cars, Surtees, Lola, Token, Trojan, Penske, Parnelli, Lyncar, Ensign, Amon, Maki | 12    | - Emerson Fittipaldi (McLaren) je osvojil naslov prvaka |
| 1975   | DFV V8                                              | McLaren, Brabham, Hesketh, Tyrrell, Shadow, March, Lotus, Williams, Parnelli, Hill, Penske, Ensign, Fittipaldi, Lyncar, Lola, Maki, Surtees                      | 8     | - Cosworthovi dirkalniki so osvojili vsa mesta med drugim in sedemnajstim v prvenstvu konstruktorjev |
| 1976   | DFV V8                                              | Tyrrell, McLaren, Lotus, Penske, March, Shadow, Surtees, Fittipaldi, Ensign, Parnelli, Wolf-Williams, Williams, Kojima, Hesketh, Maki, Brabham, Boro             | 10    | - James Hunt (McLaren) je osvojil naslov prvaka |
| 1977   | DFV V8                                              | Lotus, McLaren, Wolf, Tyrrell, Shadow, Fittipaldi, Ensign, Surtees, Penske, Williams, Boro, LEC, McGuire, Kojima, Hesketh, March                                 | 12    | |
| 1978   | DFV V8                                              | Lotus, Tyrrell, Wolf, Fittipaldi, McLaren, Arrows, Williams, Shadow, Surtees, Ensign, Martini, Hesketh, ATS, Theodore, Merzario                                  | 9     | - Mario Andretti (Lotus) je osvojil naslov prvaka - Lotus je osvojil konstruktorski naslov |
| 1979   | DFV V8                                              | Williams, Ligier, Lotus, Tyrrell, McLaren, Arrows, Shadow, ATS, Fittipaldi, Kauhsen, Wolf, Brabham, Ensign, Rebaque, Merzario                                    | 8     | - Cosworthovi dirkalniki so osvojili 2., 3. in 4. mesto v prvenstvu konstruktorjev |
| 1980   | DFV V8                                              | Williams, Ligier, Brabham, Lotus, Tyrrell, McLaren, Arrows, Fittipaldi, Shadow, ATS, Osella, Ensign                                                              | 11    | - Alan Jones (Williams) je osvojil naslov prvaka - Williams je osvojil konstruktorski naslov |
| 1981   | DFV V8                                              | Williams, Brabham, McLaren, Lotus, Tyrrell, Arrows, Ensign, Theodore, ATS, Fittipaldi, Osella, March                                                             | 8     | - Nelson Piquet (Brabham) je osvojil naslov prvaka - Williams je osvojil konstruktorski naslov |
| 1982   | DFV V8                                              | McLaren, Williams, Lotus, Tyrrell, Brabham, Arrows, ATS, Osella, Fittipaldi, March, Theodore, Ensign                                                             | 8     | - Keke Rosberg (Williams) je osvojil naslov prvaka |
| 1983   | DFV V8 DFY V8                                       | Williams, McLaren, Tyrrell, Arrows, Lotus, Theodore, Osella, RAM, Ligier                                                                                         | 3     | - Michele Alboreto (Tyrrell) je osvojil zadnjo zmago za motor serije DFV v Detroitu |
| 1984   | DFV V8 DFY V8                                       | Arrows, Spirit, Tyrrell | 0     | |
| 1985   | DFV V8 DFY V8                                       | Tyrrell, Minardi | 0     | |
| 1986   | GBA V6T                                             | Haas Lola | 0     | - Prvi Cosworth turbo motor v in Formuli 1 in hkrati prvi, ki ni V8 |
| 1987   | GBA V6T (Benetton) DFZ V8                           | Benetton, Tyrrell, Larrousse, AGS, March, Coloni | 0     | - Benetton je dosegel mejo 1000+ bKM s turbo različico motorja za kvalifikacije |
| 1988   | DFR V8 (Benetton) DFZ V8                            | Benetton, Tyrrell, Rial, Minardi, Coloni, Larrousse, Dallara, AGS, EuroBrun                                                                                      | 0     | |
| 1989   | HB V8 (Benetton) DFR V8                             | Benetton, Tyrrell, Arrows, Dallara, Minardi, Onyx, Ligier, Rial, AGS, Osella, Coloni                                                                             | 1     | - Alessandro Nannini (Benetton) je osvojil prvo Cosworthovo zmago z motorjem, ki ni serije DFV v Suzuki |
| 1990   | HB V8 (Benetton) DFR V8                             | Benetton, Tyrrell, Arrows, Monteverdi, Ligier, Osella, Dallara, Coloni, AGS, Minardi                                                                             | 2     | |
| 1991   | HB V8 (Benetton, Jordan) DFR V8                     | Benetton, Jordan, Lola, Fondmetal, Coloni, AGS, Footwork | 1     | - Zadnja sezona za motorje serije DFV |
| 1992   | HB V8                                               | Benetton, Lotus, Fondmetal | 1     | - Michael Schumacher doseže prvo zmago na VN Belgije s Benetton-Fordom, ki ga poganja Cosworth |
| 1993   | HB V8                                               | McLaren, Benetton, Lotus, Minardi | 6     | |
| 1994   | EC Zetec-R V8 (Benetton) HB V8                      | Benetton, Footwork, Minardi, Larrousse, Simtek | 8     | - Michael Schumacher (Benetton) je osvojil naslov prvaka |
| 1995   | EC Zetec-R V8 (Sauber) ED V8                        | Sauber, Minardi, Forti, Simtek | 0     | |
| 1996   | JD Zetec-R V10 (Sauber) EC Zetec-R V8 (Forti) ED V8 | Sauber, Minardi, Forti | 0     | - Prvi Cosworthov motor V10 |
| 1997   | VJ Zetec-R V10 (Stewart) EC Zetec-R V8 (Lola) ED V8 | Stewart, Tyrrell, Lola | 0     | |
| 1998   | VJ Zetec-R V10 (Stewart) JD Zetec-R V10             | Stewart, Tyrrell, Minardi | 0     | |
| 1999   | CR-1 V10 (Stewart) VJ Zetec-R V10                   | Stewart, Minardi | 1     | |
| 2000   | CR-2 V10 (Jaguar) VJ Zetec-R V10                    | Jaguar, Minardi | 0     | - Minardijevi motorji so preimenovani v Fondmetal |
| 2001   | CR-3 V10 (Jaguar) VJ Zetec-R V10                    | Jaguar, Minardi | 0     | - Minardi motorji so preimenovani v European |
| 2002   | CR-3 V10 CR-4 V10                                   | Jaguar, Arrows | 0     | |
| 2003   | RS1 V10 (Jordan) CR-5 V10 (Jaguar) CR-3 V10         | Jaguar, Jordan, Minardi | 1     | - Giancarlo Fisichella (Jordan) doseže zadnjo zmago za Cosworth na VN Brazilije |
| 2004   | RS2 V10 (Jordan) CR-6 V10 (Jaguar) CR-3 V10         | Jaguar, Jordan, Minardi | 0     | |
| 2005   | TJ2005 V10                                          | Red Bull, Minardi | 0     | |
| 2006   | CA2006 V8 (Williams) TJ2005 V10                     | Williams, Toro Rosso | 0     | - Toro Rosso uporablja motorje V10 z omejevalnikom vrtljajev |